# 崎山の潮吹穴
崎山の潮吹穴（さきやまのしおふきあな）は、岩手県宮古市崎秋ヶ崎の海岸沿いに存在する潮を吹く穴。

## 概要
温泉の間欠泉が定期的に吹き上げるのに対して、潮吹穴は潮の干満、波や風等の諸条件が重なり合って起こる自然現象で高さが30m近く吹き上がることもある。観光目的で訪れても必ず出現するとは限らないため、地元では「気まぐれ潮吹穴」または「ホラ吹き潮吹穴」と呼ばれている。

## 歴史
- 1939年 - 国の天然記念物に指定される。

## 各種データ
- 海抜 0m
- 穴の構造 上面は長さ2.5m最大幅65cmの紡錘形
- 波が高く、北東の強い風が吹くと吹き上げる高さが30mにも達する。

## 交通アクセス
- バス JR宮古駅からバス休暇村行乗車 潮吹穴入口下車 25分 バス停から徒歩約20分
- マイカー JR宮古駅から車で20分